# مدرسة ميموريال
مدرسة ميموريال هي مدرسة تاريخية تعود إلى 1881، وتقع في تبريز.